# أليكسيس فيليلا
أليكسيس فيليلا (بالإنجليزية: Alexis Velela)‏ (17 أبريل 1998 بسان دييغو في الولايات المتحدة - ) هو لاعب كرة قدم أمريكي في مركز الدفاع.